# Třinec
Třinec es una ciudad de la República Checa en el distrito de Frýdek-Místek de la región de Moravia-Silesia.
En 2017 tiene 35 596 habitantes.
Se conoce su existencia desde 1444 y adquirió estatus urbano en 1931. Es un importante centro para la industria siderúrgica y uno de los principales núcleos culturales de los polacos de la República Checa.
Se ubica en la frontera con Polonia, unos 20 km al este de Frýdek-Místek y justo al sur de la conurbación internacional formada por Cieszyn y Český Těšín.

## Historia
El pueblo de Třinec fue fundado en el siglo XIV. La aldea fue mencionada por primera vez en 1461 cuando la persona z [de] Trencze es atestiguada. Políticamente, el pueblo pertenecía entonces al Ducado de Teschen, una tasa del Reino de Bohemia, que después de 1526 se convirtió en parte de Imperio Habsburgo.
La mayoría de la población trabajaba en la agricultura. El área era, sin embargo, rica en piedra caliza, mineral de hierro y arcilla. El área también ofrecía una fuerza de trabajo lo suficientemente grande, por lo que se decidió construir una fábrica de hierro. En 1836, comenzó la construcción del primer horno metalúrgico. La fábrica de hierro comenzó a funcionar en 1839, convirtiéndose en la más grande de toda la Silesia de Cieszyn. Las primeras escuelas (polaco-alemanas) en Třinec fueron creadas por la iniciativa de las fábricas de hierro en 1851. Después de la construcción de la línea ferroviaria de Košice-Bohumín en 1871, se produjo el rápido desarrollo de la ciudad.
Después de la Revolución de 1848 en los Estados de los Habsburgo se introdujo una moderna división municipal en la Silesia austriaca restablecida. El pueblo como municipio estaba suscrito al partido judicial y legal de Cieszyn. Según los censos realizados en 1880, 1890, 1900 y 1910, la población del municipio creció de 1.792 en 1880 a 3.849 en 1910, y la mayoría eran hablantes nativos de polaco (al pasar de 51.4% en 1880 a 96.6% en 1900 y 96%). en 1910 acompañado por una minoría de habla alemana (como máximo 32.5% en 1880 que bajó al 12.2% en 1900 y hasta 24.3% en 1910) y checo (llegando a su punto máximo en 1890 con 17.4% en 1890 luego cayendo 6.7% en 1910). En términos de la religión en 1910, la mayoría eran católicos (63.2%), seguidos por protestantes (34.5%), judíos (76 o 1.9%) y 13 personas adhiriéndose a otra faitsh. La aldea también fue tradicionalmente habitada por Cieszyn Vlachs, que habla del dialecto de Cieszyn Silesia.
Después de la Primera Guerra Mundial, la caída del Imperio austrohúngaro, la guerra polaco-checoslovaca y la división de Cieszyn Silesia en 1920, se convirtió en una parte de Checoslovaquia. Třinec obtuvo los derechos de la ciudad en 1931. Tras el Acuerdo de Munich, en octubre de 1938, junto con la región de Zaolzie, fue anexado por Polonia, unida administrativamente al distrito de Cieszyn del Voivodato de Silesia. Fue anexado por la Alemania nazi al comienzo de la Segunda Guerra Mundial. Después de la guerra fue restaurado a Checoslovaquia.
En 1946 se fusionó con la ciudad fue el pueblo de Lyžbice, donde en la década de 1950 el Partido Comunista de Checoslovaquia comenzó un desarrollo a gran escala en el estilo del Realismo socialista. Después, Lyžbice se convirtió en un nuevo centro de la ciudad, superando Al papel de Staré Město (lit. Old Town).

## Geografía
La ciudad de Třinec se encuentra en la región de Moravia-Silesia en el noreste de la República Checa, muy cerca de la frontera polaca y también cerca de la frontera eslovaca con una elevación de aproximadamente 300 metros (984.25 pies) sobre el nivel del mar. Está situado aproximadamente a 45 km (28 millas) de distancia de la ciudad de Ostrava ya unos 400 km (249 millas) de la capital del país, Praga. La ciudad está rodeada por la pintoresca cordillera de Beskydy, un lugar popular para practicar ciclismo, esquí, esquí de fondo, senderismo y parapente. La ciudad en sí misma comprende la ciudad principal construida alrededor de las obras de acero, pero también incorpora una serie de pueblos de los alrededores.